# Pactopus hornii
Pactopus hornii là một loài bọ cánh cứng thuộc họ Throscidae. Loài này được LeConte miêu tả khoa học năm 1868.